# Estrès oxidatiu

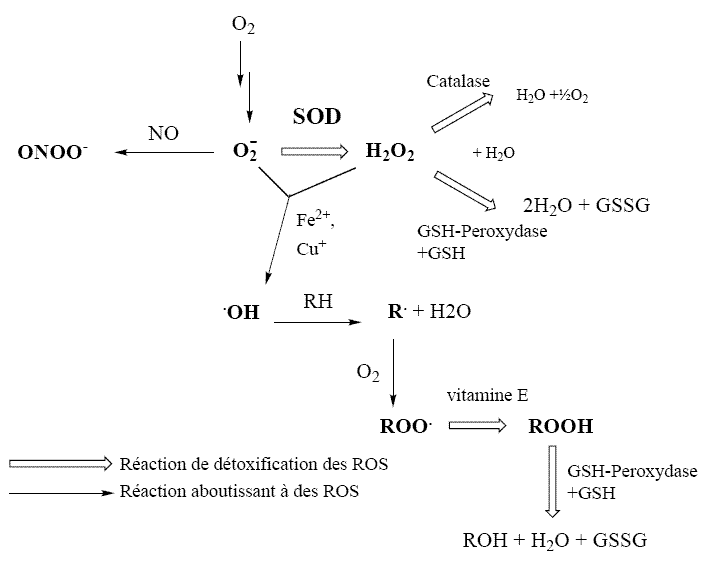
Les espècies reactives de l'oxigen i el seu sistema de detoxificació, en una versió simplificada (SOD: superòxid dismutasa; GSH-peroxidasa: glutatión peroxidasa).
Si aquest sistema és superat, esdevé una situació d'estrès oxidatiu.

L'estrès oxidatiu és un fenomen causat per un desequilibri entre la producció d'oxigen reactiu i la capacitat d'un sistema biològic de detoxificar ràpidament els reactius intermedis o reparar els danys produïts.
Totes les formes de vida mantenen un entorn reductor dins les seves cèl·lules. Aquest entorn reductor és preservat pels enzims que mantenen l'estat reduït a través d'un constant aportament d'energia metabòlica. Desequilibris en aquest estat normal redox poden causar efectes tòxics a través de la producció de peròxids i radicals lliures que danyen tots els components de la cèl·lula, incloent les proteïnes, els lípids i el DNA.
En l'ésser humà, l'estrès oxidatiu està involucrat en moltes malalties, com l'arterosclerosi, el Parkinson i l'Alzheimer, i també pot ser important en l'envelliment. Tanmateix, les espècies reactives d'oxigen poden resultar beneficioses, ja que són utilitzades pel sistema immunitari com un mitjà per atacar i matar els microorganismes patògens.
Les espècies reactives de l'oxigen són utilitzades també en la senyalització cel·lular. Aquesta és denominada senyalització redox.
L'estrès oxidatiu activa una resposta cel·lular anomenada resposta a l'estrès oxidatiu on hi participa entre altres, el factpr de transcripció Nrf2.

## Efectes
En termes químics, l'estrès oxidatiu és un gran augment, cada cop menys negatiu, en la reducció del potencial cel·lular, o una gran disminució en la capacitat reductora dels parells redox cel·lulars com el glutatió. Els efectes de l'estrès oxidatiu depenen de la magnitud d'aquests canvis, de si la cèl·lula és capaç de superar les petites pertorbacions i de si pot recuperar el seu estat original. Tanmateix, l'estrès oxidatiu sever pot causar la mort cel·lular i encara una oxidació moderada pot desencadenar l'apoptosi, mentre que si és molt intensa pot provocar la necrosi.
Un aspecte particularment destructiu de l'estrès oxidatiu és la producció d'espècies d'oxigen reactiu, que inclouen els radicals lliures i els peròxids. Algunes de les menys reactives d'aquestes espècies, com el superòxid, poden ser convertides per una reacció redox en metalls de transició o altres composts de cicle redox en quinones, espècie radical més agressiva que pot causar danys cel·lulars molt extensos. La majoria d'aquestes espècies derivades de l'oxigen es produeixen en un nivell baix, en condicions normals de metabolisme aeròbic, i el mal que causen a les cèl·lules pot ser reparat constantment. Tanmateix, sota els greus nivells d'estrès oxidatiu que causa la necrosi, el mal produeix un esgotament de l'ATP existent, i impedeix la mort cel·lular per apoptosi controlada, provocant que, simplement, es "desmunti"la cèl·lula.